# 잭 스타키
잭 리처드 스타키(영어: Zak Richard Starkey, 1965년 9월 13일 ~ )는 영국의 드러머이다. 그는 2002년부터 2008년까지 오아시스에서 드러머를 맡았고, 1996년부터 더 후의 드러머를 맡고 있다. 비틀즈의 드러머 링고 스타의 첫째 아들로, 그의 첫 아내인 모린 콕스 사이에서 태어났다.